# Oxyethira harpeodes
Oxyethira harpeodes är en nattsländeart som beskrevs av Yang, Kelley in Yang, Kelley och Morse 1997. Oxyethira harpeodes ingår i släktet Oxyethira och familjen smånattsländor. Inga underarter finns listade i Catalogue of Life.